# Grand Prix Bahrajnu 2014
Grand Prix Bahrajnu 2014 (oficiálně 2014 Formula 1 Gulf Air Bahrain Grand Prix) se jela na okruhu Bahrain International Circuit nedaleko města Sachír v Bahrajnu dne 6. dubna 2014. Závod byl třetím v pořadí v sezóně 2014 šampionátu Formule 1.

## Kvalifikace
| Poř.                       | No. | Jezdec            | Konstruktér             | Časy v kvalifikaci | Časy v kvalifikaci | Časy v kvalifikaci | Pořadí na startu |
| Poř.                       | No. | Jezdec            | Konstruktér             | Q1                 | Q2                 | Q3                 | Pořadí na startu |
| -------------------------- | --- | ----------------- | ----------------------- | ------------------ | ------------------ | ------------------ | ---------------- |
| 1                          | 6   | Nico Rosberg      | Mercedes                | 1:35.439           | 1:33.708           | 1:33.185           | 1                |
| 2                          | 44  | Lewis Hamilton    | Mercedes                | 1:35.323           | 1:33.872           | 1:33.464           | 2                |
| 3                          | 3   | Daniel Ricciardo  | Red Bull Racing-Renault | 1:36.220           | 1:34.592           | 1:34.051           | 13               |
| 4                          | 77  | Valtteri Bottas   | Williams-Mercedes       | 1:34.934           | 1:34.842           | 1:34.247           | 3                |
| 5                          | 11  | Sergio Pérez      | Force India-Mercedes    | 1:34.998           | 1:34.747           | 1:34.346           | 4                |
| 6                          | 7   | Kimi Räikkönen    | Ferrari                 | 1:35.234           | 1:34.925           | 1:34.368           | 5                |
| 7                          | 22  | Jenson Button     | McLaren-Mercedes        | 1:35.699           | 1:34.714           | 1:34.387           | 6                |
| 8                          | 19  | Felipe Massa      | Williams-Mercedes       | 1:35.085           | 1:34.842           | 1:34.511           | 7                |
| 9                          | 20  | Kevin Magnussen   | McLaren-Mercedes        | 1:35.288           | 1:34.904           | 1:34.712           | 8                |
| 10                         | 14  | Fernando Alonso   | Ferrari                 | 1:35.251           | 1:34.723           | 1:34.992           | 9                |
| 11                         | 1   | Sebastian Vettel  | Red Bull Racing-Renault | 1:35.549           | 1:34.985           |                    | 10               |
| 12                         | 27  | Nico Hülkenberg   | Force India-Mercedes    | 1:34.874           | 1:35.116           |                    | 11               |
| 13                         | 26  | Daniil Kvjat      | Toro Rosso-Renault      | 1:35.395           | 1:35.145           |                    | 12               |
| 14                         | 25  | Jean-Éric Vergne  | Toro Rosso-Renault      | 1:35.815           | 1:35.286           |                    | 14               |
| 15                         | 21  | Esteban Gutiérrez | Sauber-Ferrari          | 1:36.567           | 1:35.891           |                    | 15               |
| 16                         | 8   | Romain Grosjean   | Lotus-Renault           | 1:36.654           | 1:35.908           |                    | 16               |
| 17                         | 13  | Pastor Maldonado  | Lotus-Renault           | 1:36.663           |                    |                    | 17               |
| 18                         | 99  | Adrian Sutil      | Sauber-Ferrari          | 1:36.840           |                    |                    | 22               |
| 19                         | 10  | Kamui Kobajaši    | Caterham-Renault        | 1:37.085           |                    |                    | 18               |
| 20                         | 17  | Jules Bianchi     | Marussia-Ferrari        | 1:37.310           |                    |                    | 19               |
| 21                         | 9   | Marcus Ericsson   | Caterham-Renault        | 1:37.875           |                    |                    | 20               |
| 22                         | 4   | Max Chilton       | Marussia-Ferrari        | 1:37.913           |                    |                    | 21               |
| 107% času vítěze: 1:41.515 |     |                   |                         |                    |                    |                    |                  |
| Zdroj:                     |     |                   |                         |                    |                    |                    |                  |

Poznámky
1. ↑  Daniel Ricciardo obdržel trest posunu o 10 míst vzad za nebezpečné vypuštění z boxů v předchozím závodě.
2. ↑  Adrian Sutil obdržel trest posunu o 5 míst vzad za blokování Romaina Grosjeana během kvalifikace.

## Závod
| Poř.   | No. | Jezdec            | Konstruktér             | Počet kol | Čas/Odstoupení      | Pořadí na startu | Body |
| ------ | --- | ----------------- | ----------------------- | --------- | ------------------- | ---------------- | ---- |
| 1      | 44  | Lewis Hamilton    | Mercedes                | 57        | 1:39:42.743         | 2                | 25   |
| 2      | 6   | Nico Rosberg      | Mercedes                | 57        | +1.085              | 1                | 18   |
| 3      | 11  | Sergio Pérez      | Force India-Mercedes    | 57        | +24.067             | 4                | 15   |
| 4      | 3   | Daniel Ricciardo  | Red Bull Racing-Renault | 57        | +24.489             | 13               | 12   |
| 5      | 27  | Nico Hülkenberg   | Force India-Mercedes    | 57        | +28.654             | 11               | 10   |
| 6      | 1   | Sebastian Vettel  | Red Bull Racing-Renault | 57        | +29.879             | 10               | 8    |
| 7      | 19  | Felipe Massa      | Williams-Mercedes       | 57        | +31.265             | 7                | 6    |
| 8      | 77  | Valtteri Bottas   | Williams-Mercedes       | 57        | +31.876             | 3                | 4    |
| 9      | 14  | Fernando Alonso   | Ferrari                 | 57        | +32.595             | 9                | 2    |
| 10     | 7   | Kimi Räikkönen    | Ferrari                 | 57        | +33.462             | 5                | 1    |
| 11     | 26  | Daniil Kvjat      | Toro Rosso-Renault      | 57        | +41.342             | 12               |      |
| 12     | 8   | Romain Grosjean   | Lotus-Renault           | 57        | +43.143             | 16               |      |
| 13     | 4   | Max Chilton       | Marussia-Ferrari        | 57        | +59.909             | 21               |      |
| 14     | 13  | Pastor Maldonado  | Lotus-Renault           | 57        | +1:02.803           | 17               |      |
| 15     | 10  | Kamui Kobajaši    | Caterham-Renault        | 57        | +1:27.900           | 18               |      |
| 16     | 17  | Jules Bianchi     | Marussia-Ferrari        | 56        | +1 kolo             | 19               |      |
| 17     | 22  | Jenson Button     | McLaren-Mercedes        | 55        | Spojka              | 6                |      |
| Ret    | 20  | Kevin Magnussen   | McLaren-Mercedes        | 40        | Spojka              | 8                |      |
| Ret    | 21  | Esteban Gutiérrez | Sauber-Ferrari          | 39        | Kolize              | 15               |      |
| Ret    | 9   | Marcus Ericsson   | Caterham-Renault        | 33        | Tlak oleje          | 20               |      |
| Ret    | 25  | Jean-Éric Vergne  | Toro Rosso-Renault      | 18        | Poškození po kolizi | 14               |      |
| Ret    | 99  | Adrian Sutil      | Sauber-Ferrari          | 17        | Kolize              | 22               |      |
| Zdroj: |     |                   |                         |           |                     |                  |      |

Poznámky
1. ↑  Jenson Button odstoupil ze závodu, ale byl klasifikován, protože odjel více než 90 % délky závodu.

## Průběžné pořadí po závodě
Pohár jezdců
|   | Pořadí | Jezdec          | Body |
| - | ------ | --------------- | ---- |
|   | 1      | Nico Rosberg    | 61   |
|   | 2      | Lewis Hamilton  | 50   |
| 3 | 3      | Nico Hülkenberg | 28   |
| 1 | 4      | Fernando Alonso | 26   |
| 1 | 5      | Jenson Button   | 23   |

Pohár konstruktérů
|   | Pořadí | Konstruktér             | Body |
| - | ------ | ----------------------- | ---- |
|   | 1      | Mercedes                | 111  |
| 3 | 2      | Force India-Mercedes    | 44   |
| 1 | 3      | McLaren-Mercedes        | 43   |
| 2 | 4      | Red Bull Racing-Renault | 35   |
| 2 | 5      | Ferrari                 | 33   |